# Bicknell (Utah)
Bicknell é uma cidade  localizada no estado norte-americano de Utah, no Condado de Wayne.

## Demografia
Segundo o censo norte-americano de 2000, a sua população era de 353 habitantes. 
Em 2006, foi estimada uma população de 346, um decréscimo de 7 (-2.0%).

## Geografia
De acordo com o United States Census Bureau tem uma área de 
1,2 km², dos quais 1,2 km² cobertos por terra e 0,0 km² cobertos por água. Bicknell localiza-se a aproximadamente 2171 m acima do nível do mar.

## Localidades na vizinhança
O diagrama seguinte representa as localidades num raio de 36 km ao redor de Bicknell. 